# Haderslev (gemeente)
Haderslev (Duits: Hadersleben) is een gemeente in de Deense regio Zuid-Denemarken (Syddanmark) met 56.045 inwoners (2017).
Tot 2007 had Haderslev een oppervlakte van 272,17 km² en 31.573 inwoners. Bij de herindeling van 2007 zijn de gemeenten Christiansfeld, Gram, Nørre-Rangstrup en Vojens bij Haderslev gevoegd.

## Plaatsen in de gemeente
- Nustrup
- Mølby
- Hejsager
- Starup
- Øsby
- Fjelstrup
- Hoptrup
- Årøsund
- Over Jerstal
- Bevtoft
- Kelstrup
- Haderslev
- Vedsted
- Sønder Vilstrup
- Gram
- Arnum
- Fole
- Sommersted
- Jegerup
- Maugstrup
- Vojens
- Hammelev
- Marstrup
- Styding

## Parochies in de gemeente
- Bjerning
- Fjelstrup
- Fole
- Gram
- Haderslev
- Haderslev Vor Frue Domsogn
- Halk
- Hammelev
- Hjerndrup
- Højrup
- Hoptrup
- Jegerup
- Maugstrup
- Moltrup
- Nustrup
- Oksenvad
- Øsby
- Skrydstrup
- Sommersted
- Sønder Starup
- Vedsted
- Vilstrup
- Vojens
- Vonsbæk

Aabenraa · Ærø · Assens · Billund · Esbjerg · Faaborg-Midtfyn · Fanø · Fredericia · Haderslev · Kerteminde · Kolding · Langeland · Middelfart · Nordfyn · Nyborg · Odense · Sønderborg · Svendborg · Tønder · Varde · Vejen · Vejle
- International Standard Name Identifier: 0000 0004 0626 8788
- MusicBrainz: 551ea6d3-5e7f-4a38-a759-7b91d7daa2d7
- Virtual International Authority File: 106151302985448662351
- WorldCat: E39PBJmXHkyRvpC7WQhdpF9JjC